# Pirané
Pirané – miasto w Argentynie, w prowincji Formosa, stolica departamentu Pirané.
Według danych szacunkowych na rok 2010 miejscowość liczyła 20 335 mieszkańców.